# Рявці
Рявці (словен. Rjavci) — поселення в общині Светий Андраж-в-Словенських Горицях, Подравський регіон‎, Словенія.